# Нейтрализация

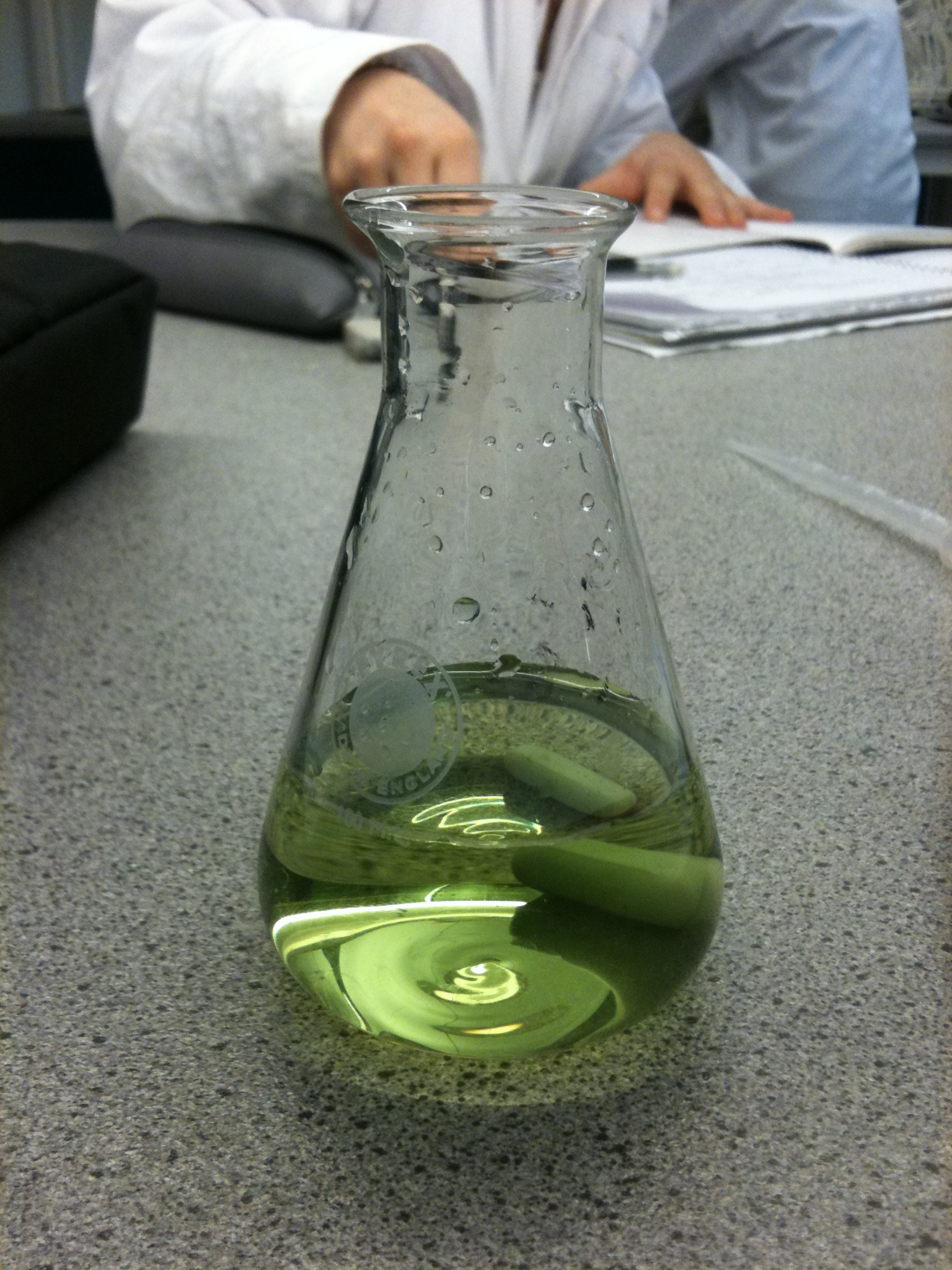
Реакция нейтрализации между гидроксидом натрия и соляной кислотой. Индикаторный агент бромтимоловый синий

Реакция нейтрализа́ции (от лат. neuter — ни тот, ни другой) — реакция взаимодействия кислоты и основания с образованием соли и слабо диссоциирующего вещества (воды).
В большинстве своём, реакции нейтрализации экзотермичны. К примеру, реакция гидроксида натрия и соляной кислоты:
{\displaystyle {\mathsf {HCl+NaOH\rightarrow NaCl+H_{2}O}}}
В сокращённом ионном виде уравнение записывают так:
{\displaystyle {\mathsf {H^{+}+OH^{-}\rightarrow H_{2}O}}}
Тем не менее, существуют также и эндотермические реакции нейтрализации, например, реакция гидрокарбоната натрия (пищевой соды) и уксусной кислоты.
К понятию нейтрализации также могут относиться реакции сильной кислоты с карбонатами, так как в результате такой реакции получается соль и угольная кислота, которая относится к слабым кислотам (не создаёт полноценную кислотную среду, не вступает в реакции и слабо диссоциирует), а также к нестабильным, поэтому разлагается на углекислый газ и воду — два нейтральных вещества (оксида).

## Примеры
Взаимодействие слабой кислоты и сильного основания:
{\displaystyle {\mathsf {H_{2}SO_{3}+2NaOH\rightarrow Na_{2}SO_{3}+2H_{2}O}}}
Взаимодействие слабой кислоты и слабого основания:
{\displaystyle {\mathsf {CH_{3}COOH+NH_{4}OH\rightarrow CH_{3}COONH_{4}}}}
Взаимодействие сильной кислоты с сильным основанием:
{\displaystyle {\mathsf {NaOH+HNO_{3}\rightarrow NaNO_{3}+H_{2}O}}}
Взаимодействие слабой кислоты с карбонатом или гидрокарбонатом:
{\displaystyle {\mathsf {CH_{3}COOH+KHCO_{3}\rightarrow CH_{3}COOK+H_{2}O+CO_{2}}}}
{\displaystyle {\mathsf {2C_{2}H_{5}COOH+Na_{2}CO_{3}\rightarrow 2C_{2}H_{5}COONa+H_{2}O+CO_{2}}}}

## Применение
Нейтрализация лежит в основе ряда важнейших методов титриметрического анализа. Также реакцию нейтрализации используют при проливе кислоты или щелочи (соответственно нейтрализуют содой (слабым основанием) или уксусом (слабой кислотой)).
Существуют реакции с образованием не воды, а других слабо диссоциирующих веществ. Это называется аналогом нейтрализации. К аналогам относят также те реакции, при которых аммоний и амид ионы соединяются и образуют аммиак, например:
{\displaystyle KNH_{2}+NH_{4}Br\longrightarrow 2NH_{3}+KBr}
Также теоретически возможна реакция с образованием фосфина, но его соли крайне неустойчивы и и получить фосфоний-ионы крайне сложно.